# Хеткереу
Хеткереу (рум. Hătcărău) — село у повіті Прахова в Румунії. Входить до складу комуни Дрегенешть.
Село розташоване на відстані 45 км на північний схід від Бухареста, 27 км на південний схід від Плоєшті, 109 км на південний схід від Брашова.

## Населення
За даними перепису населення 2002 року у селі проживали 497 осіб, усі — румуни. Усі жителі села рідною мовою назвали румунську.